# Bezzimyia hansoni
Bezzimyia hansoni är en tvåvingeart som beskrevs av Thomas Pape och Arnaud 2001. Bezzimyia hansoni ingår i släktet Bezzimyia och familjen gråsuggeflugor.
Artens utbredningsområde är Costa Rica. Inga underarter finns listade i Catalogue of Life.